# مارك تشن (سياسي)
مارك تشن (بالصينية: 陳唐山) هو دبلوماسي وسياسي تايواني، ولد في 16 سبتمبر 1935. حزبياً، نشط في الحزب الديمقراطي التقدمي. في 2012 Taiwanese legislative election ‏، انتخب عضو مجلس ليوان التشريعي ‏ عن دائرة Tainan City Constituency 5 ‏ وقد انضم خلال فترته النيابية ‏ (1 فبراير 2012 – )  للكتلة البرلمانية الحزب الديمقراطي التقدمي.